# Георг Вилхелм (Пфалц-Цвайбрюкен-Биркенфелд)
Георг Вилхелм фон Пфалц-Цвайбрюкен-Биркенфелд (на немски: Georg Wilhelm von Pfalz-Zweibrücken-Birkenfeld; * 6 август 1591, Ансбах; † 25 декември 1669, Биркенфелд на Нае) от страничната линия на пфалцските Вителсбахи, е пфалцграф при Рейн, херцог в Бавария, граф на Велденц и Спонхайм и от 1600 до 1669 г. пфалцграф и херцог на Пфалц-Биркенфелд.

## Биография
Той е най-възрастният син на пфалцгаф и херцог Карл I фон Пфалц-Цвайбрюкен-Биркенфелд (1560 – 1600) и съпругата му принцеса Доротея фон Брауншвайг-Люнебург (1570 – 1649), дъщеря на херцог Вилхелм фон Брауншвайг-Люнебург.
При смъртта на баща му през 1600 г. Георг Вилхелм и братята му Фридрих (1594 – 1626) и Христиан I (1598 – 1654), са малолетни и чичовците му Филип Лудвиг и Йохан I поемат регентството.
Георг Вилхелм завършва започнатия от баща му строеж на дворец Биркенфелд. Той е приет в литературното общество Fruchtbringende Gesellschaft. От 1616 г. той управлява графството Спонхайм заедно с маркграф Вилхелм фон Баден.
Умира на 25 декември 1669 г. в Биркенфелд на 78 години. През 1776 г. е погребан в Майзенхайм. Наследен е от сина му Карл II Ото.

## Фамилия
Георг Вилхелм се жени три пъти.
Първи брак: през 1616 г. в Нойенщайн с графиня Доротея фон Солмс-Зоненвалде (1586 – 1625), дъщеря на граф Ото фон Золмс-Зоненвалде-Поух; те имат децата:
- Доротея Амалия (1618 – 1635)
- Анна София (1619 – 1680), абатиса в Кведлинбург
- Елизабет Юлиана (1620 – 1651)
- Мария Магдалена (1622 – 1689)

∞ 1644 княз Антон Гюнтер I фон Шварцбург-Зондерсхаузен (1620 – 1666)
- Клара (1624 – 1628)
- Карл II Ото (1625 – 1671)

∞ 1658 графиня Маргарета Хедвиг фон Хоенлое-Нойенщайн (1625 – 1676)
Втори брак: на 30 ноември 1641 г. в дворец Биркенфелд с Юлиана фон Салм-Грумбах (1616 – 1647), дъщеря на вилд- и рейнграф Йохан фон Салм-Грумбах (1582 – 1630) и съпругата му графиня Анна Юлиана фон Мансфелд-Хинтерорт (1591 – 1626). Те се развеждат на 18 ноември 1642 г., след като Юлиана ражда едно дете на 14 февруари 1642 г., чийто баща не е той, а рейнграф Йохан Лудвиг фон Салм-Даун.
Трети брак: на 8 март 1649 г. в замък Харбург с графиня Анна Елизабет фон Йотинген-Йотинген (1603 – 1673), дъщеря на граф Лудвиг Еберхард фон Йотинген-Йотинген. Този брак е бездетен.